# Conilera cylindracea
Conilera cylindracea es una especie de crustáceo isópodo marino de la familia Cirolanidae.

## Distribución geográfica
Se distribuye por las aguas someras del Atlántico norte y el Mediterráneo.